# Cezerye

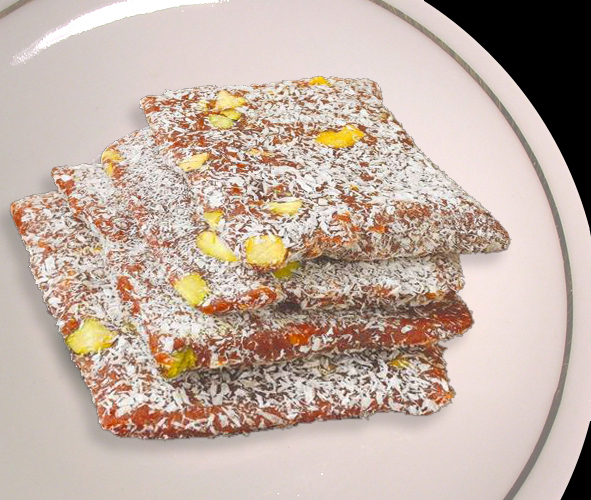
Un plato de cezerye.

El cezerye es un dulce turco hecho de puré de zanahoria, higo o dátil con nueces o pistachos y espolvoreada con coco rallado. Se corta en trozos cuadrados de aproximadamente 2,5×5 cm y se sirve en ocasiones especiales, de forma parecida a las delicias turcas. Su nombre procede de cezzar, ‘zanahoria’ en árabe.
- Datos: Q2338350
- Multimedia: Cezerye / Q2338350